# Ian Paisley
Ian Richard Kyle Paisley, barone Bannside (Armagh, 6 aprile 1926 – Belfast, 12 settembre 2014), è stato un politico nordirlandese.

## Biografia
Figlio di un catechista battista, venne ordinato pastore dal suo stesso padre.
Dopo gli studi di teologia, fonda la Free Presbyterian Church (la Libera chiesa presbiteriana) e un giornale, il Protestant Telegraph. Nel 1971 fonda il Partito Unionista Democratico (DUP). Venne soprannominato "Mister No", a causa della sua inflessibile opposizione a qualsiasi trattativa con i cattolici.
La sua avversione verso i cattolici lo portò a contestare, nel 1988, la visita di papa Giovanni Paolo II al parlamento europeo, definendolo Anticristo. Dopo l'accordo con il leader dei cattolici del Sinn Féin Martin McGuinness per la creazione di un governo congiunto, il giorno 8 maggio 2007 ha giurato davanti al parlamento regionale dell'Irlanda del Nord, assumendo la carica di primo ministro del governo autonomo della regione.
Rassegnate le dimissioni, il 5 giugno 2008 ha ufficialmente passato il testimone all'ex ministro delle finanze Peter Robinson.